# Серер (язык)
Сере́р (серер-син) — один из атлантических языков (северная ветвь), распространённый в Сенегале и некоторых районах Гамбии. Этнический язык народа серер. Близко родственен языкам фула и волоф. По данным Ethnologue (2002 год), число носителей в Сенегале — 1 154 760, в Гамбии — 28 360. В Сенегале имеет статус «национального языка».
Языку серер присущ богатый консонантизм: в ряду смычных выделяются не только глухие, звонкие и преназализованные (как и в других атлантических языках), но и также имплозивные: как звонкие, так и (типологически крайне необычные) глухие. Как и в фула, сохраняется система начальных чередований согласных, при этом сохраняются и префиксы именного класса. Таким образом, серер оказывается наиболее архаичным в этой части грамматики среди трёх «сенегамбийских» языков: фула утратил префиксы, но сохранил чередования, а в волоф, напротив, при сохранении префиксов система продуктивных синхронных чередований утрачена.
В серер также имеются постпозитивные указательные элементы со значением референтности, согласующиеся по классу с вершинным именем: подобная система, видимо, диахронически предшествовала той, которая наблюдается сейчас в фула, где имеются суффиксальные классные показатели: ср. серер o-koor o-xe '(этот) человек', goor o-we '(эти) люди' и фула gor-ko 'человек', wor-ɓe 'люди'. В ряде случаев префиксы классов нулевые, тогда число выражается только начальным чередованием: daxar 'дерево' (класс 6), taxar 'деревья' (класс 9) — но ср. с энклитикой daxarne '(это) дерево', taxarke '(эти) деревья', что уже полностью изоморфно ситуации в фула.
В серер богатая система именных классов, имеющих числовые, но также аугментативные и диминутивные значения (всего 15 (или 16, по другой интерпретации) классов). Значительное число «макроклассов», то есть сингулярно-плюральных пар согласовательных классов. Используется редупликация, в частности, для образования имён деятеля. В глаголе богатый набор «расширений» — суффиксальных показателей актантной деривации. Порядок слов SVO.
| Алфавит серер | Алфавит серер | Алфавит серер | Алфавит серер | Алфавит серер | Алфавит серер | Алфавит серер | Алфавит серер | Алфавит серер | Алфавит серер | Алфавит серер | Алфавит серер | Алфавит серер | Алфавит серер | Алфавит серер | Алфавит серер | Алфавит серер | Алфавит серер | Алфавит серер | Алфавит серер | Алфавит серер | Алфавит серер | Алфавит серер | Алфавит серер | Алфавит серер | Алфавит серер | Алфавит серер | Алфавит серер | Алфавит серер | Алфавит серер | Алфавит серер | Алфавит серер | Алфавит серер | Алфавит серер | Алфавит серер | Алфавит серер | Алфавит серер | Алфавит серер |
| ------------- | ------------- | ------------- | ------------- | ------------- | ------------- | ------------- | ------------- | ------------- | ------------- | ------------- | ------------- | ------------- | ------------- | ------------- | ------------- | ------------- | ------------- | ------------- | ------------- | ------------- | ------------- | ------------- | ------------- | ------------- | ------------- | ------------- | ------------- | ------------- | ------------- | ------------- | ------------- | ------------- | ------------- | ------------- | ------------- | ------------- | ------------- |
|               | A             | B             | Ɓ             | C             | Ƈ             | D             | Ɗ             | E             | F             | G             | H             | I             | J             | K             | L             | M             | Mb            | N             | Nd            | Nj            | Ng            | NG            | Ñ             | Ŋ             | O             | P             | Ƥ             | Q             | R             | S             | T             | Ƭ             | U             | W             | X             | Y             | Ƴ             |
| ʼ             | a             | b             | ɓ             | c             | ƈ             | d             | ɗ             | e             | f             | g             | h             | i             | j             | k             | l             | m             | mb            | n             | nd            | nj            | ng            | nG            | ñ             | ŋ             | o             | p             | ƥ             | q             | r             | s             | t             | ƭ             | u             | w             | x             | y             | ƴ             |